# Maharram Seyidov
Maharram Seyidov (en azerí: Məhərrəm Mirəziz oğlu Seyidov) — Héroe Nacional de Azerbaiyán, combatiente de la Guerra del Alto Karabaj.

## Vida
Nació en la aldea de Alishar del distrito de Sharur el 7 de septiembre de 1952. En el mismo lugar, en 1969 concluyó sus estudios en la escuela secundaria N. Narimanov. Más tarde Maharram se graduó de la Escuela Especial de Policía de Bakú. El capitán de policía Maharram era inspector en jefe del distrito de Sharur.

## Participación en las batallas
En 1990 el distrito de Sadarak fue atacado por las Fuerzas Armadas de Armenia. El 18 de enero de 1990 los soldados armenios agredieron la aldea de Karkik. Cuando el Departamento de Asuntos Internos del distrito de Sharur recibió la noticia al respecto, enviaron a un grupo de policías para proteger la región. En las batallas ambas partes tuvieron muchos muertos y heridos. El 19 de enero el capitán de policía Azar fue asediado. Fue Maharram quien asumió la misión de liberarlo y logró llegar hasta el capitán de policía pero él también quedó cercado. Maharram murió luchando hasta su último aliento y sus compañeros de combate fueron liberados.

### Familia
Estaba casado y tenía cuatro hijos.

## Héroe Nacional
Fue considerado Héroe Nacional por decreto del Presidente de la República de Azerbaiyán No. 831 del 6 de junio de 1992, el capitán Seyidov Maharram Miraziz oglu recibió el título de “Héroe Nacional de Azerbaiyán” a título póstumo.
- 1992 —  Héroe Nacional de Azerbaiyán.

Fue enterrado en el Callejón de los Mártires del distrito de Sharur. En el distrito de Sharur una de las calles lleva nombre de este distinguido combatiente, en su honor también se levantó un busto de bronce. La escuela secundaria N.º 2 lleva el nombre de Maharram Seyidov.